# 모리타케촌
모리타케촌(森岳村)은 아키타현 야마모토군에 설치되었던 촌이다. 현재의 미타네정에 해당한다.